# 勞拉·達爾邁爾
勞拉·達爾邁爾（德語：Laura Dahlmeier，1993年8月22日—2025年7月28日）是德國冬季兩項運動員。她於2012/13賽季於世界盃首度登場，並曾獲得多座奧林匹克運動會和冬季兩項世界錦標賽冠軍。

## 山難
2025年7月28日，勞拉·達爾邁爾在巴基斯坦喀喇崑崙山脈胡舍谷的萊拉峰登山時遭遇落石事故。最初人們認為她受了重傷，因此展開了救援行動，但由於惡劣的天氣條件，救援人員無法到達她所在的位置。2025年7月30日，達爾邁爾的經紀人證實勞拉·達爾邁爾在山難中喪生；他們還表示，達爾邁爾明確表示，如果發生事故，任何人都不應該冒著生命危險去救她，她的遺體應該留在山上。

## 外部連結
- 官方网站
- 勞拉·達爾邁爾的Facebook專頁
- 勞拉·達爾邁爾的Instagram帳戶